# Unity Technologies
Unity Technologies è il produttore di Unity, uno dei più famosi motori grafici. È utilizzato in giochi in 3D e 2D come Hearthstone: Heroes of Warcraft, Dreamfall Chapters: The Longest Journey, Endless Legend, Angry Birds 2 e Among Us.

## Storia
Unity Technologies fu fondato nel 2004 da David Helgason (CEO), Nicholas Francis (CCO) e Joachim Ante (CTO) a Copenaghen, in Danimarca dopo che il loro primo gioco, GooBall, non riscosse successo. I tre riconobbero il valore nello sviluppo di motori grafici ed iniziarono a crearne uno che fosse disponibile per tutti a buon mercato. Unity Technologies ricevette fondi da investitori come Sequoia Capital, WestSummit Capital e iGlobe Partners.
L'obiettivo della compagnia è quello di "democratizzare lo sviluppo di videogiochi" e rendere lo sviluppo dei contenuti interattivi in 2D e 3D il più accessibile possibile a tutte le persone. Nel 2008, con l'avvento dell'iPhone, Unity fu uno dei primi produttori di motori grafici ad iniziare a supportare completamente la piattaforma. Unity supporta 21 piattaforme, inclusi Oculus Rift, PlayStation 4 e Linux.
Nell'aprile del 2012, Unity, secondo le fonti, aveva circa un milione di sviluppatori registrati, 300 mila dei quali usavano Unity su una base mensile regolare. Nell'aprile del 2015, il numero di sviluppatori registrati raggiunse i 4,5 milioni, con 1 milione di clienti attivi mensilmente. Il 47% dei videogiochi mobili usano Unity.
Il 10 novembre 2010, lo Unity Asset Store lanciò un negozio online per vendere articoli per i progetti (artwork, codici di sistema, audio, ecc.) ai clienti Unity. Da aprile 2014, ha 600.000 utenti registrati che scaricano circa 500.000 articoli al mese. Secondo alcune stime, questo fatto ha fatto risparmiare agli sviluppatori circa 1 miliardo di dollari, nello scorso anno.
Unity acquisì Applifier, un fornitore di servizi mobili, nel marzo del 2014. Applifier's Everyplay e tutti i servizi associati, divennero così Unity Everyplay. L'acquisizione significava anche che le pubblicità di video dei giochi mobili di Applifier, GameAds, diventasse Unity Ads. Il CEO di Unity, David Helgason, descrisse le varie acquisizioni come parte fondamentale per la compagnia di produrre strumenti utili all'accrescimento della collaborazione e del confronto tra sviluppatori ed i vari giocatori.
Più tardi, seguirono altre due acquisizioni nel 2014: Playnomics, una piattaforma per analizzare i dati, disponibile per gli sviluppatori (ora Unity Analytics) e Tsugi, che ha lavorato su un servizio di integrazione ininterrotto, ora conosciuto come Unity Cloud Build.
Nell'ottobre del 2014, Helgason annunciò in un blog che si sarebbe dimesso come CEO e che John Riccitiello, ex direttore dell'EA, lo avrebbe rimpiazzato. Helgason rimarrà comunque nella compagnia come Vice Presidente Esecutivo.
Unity acquisì SilkCloud, uno sviluppatore di negozi online con base a Shanghai, nell'agosto del 2015. SilkCloud lavora sull'infrastruttura per i servizi online di Unity.

## Accoglienza
Nel 2012, VentureBeat scrisse: "Poche compagnie hanno contribuito così tanto nel supportare lo sviluppo di giochi prodotti in modo indipendente come la Unity Technologies. Il creatore di una piattaforma per lo sviluppo di giochi in grafica 3D, lo Unity 3D, ha avuto inizio a Copenaghen, e ora la sua sede si trova a San Francisco. Più di 1,3 milioni di sviluppatori sfruttano i suoi strumenti per produrre giochi con elevata qualità grafica per iOS, Android, console, PC e giochi online. La nuova console Wii U di Nintendo supporterà i giochi con motore grafico Unity, così come la console Ouya Android. L'obiettivo? Unity vuole diventare il motore grafico per giochi multipiattaforma, punto."
In un'intervista di giugno 2015, il game designer Richard Garriott (Ultima, Ultima Online) ha detto: "Penso che Unity e la comunità che gira intorno a Unity ci abbia salvati del 30% come dimensione della squadra, costi totali e tempo totale. Tutte e 3 le cose."
Dopo l'uscita di Unity 5, Unity Technologies ha attirato su di sé la critica per l'elevata quantità di giochi prodotta rapidamente e pubblicata sulla piattaforma di distribuzione digitale Steam dagli sviluppatori inesperti. Il CEO John Riccitiello disse in un'intervista che credeva che questo fosse uno dei tanti effetti del successo di Unity nel democratizzare lo sviluppo di giochi: “Se potessi, mi piacerebbe vedere 50 milioni di persone usare Unity – anche se non penso arriveremmo ad una cifra del genere nell'immediato futuro. Mi piacerebbe vedere i liceali e gli universitari usarlo, persone estranee a questo tipo di industria. Ritengo che sia triste che la maggior parte delle persone sia consumatrice della tecnologia e non creatrice. Il mondo sarebbe un posto migliore se le persone sapessero creare, non solo consumare, ed è questo quello che stiamo cercando di promuovere."